# Warlubie (gemeente)
De gemeente Warlubie is een landgemeente in het Poolse woiwodschap Koejavië-Pommeren, in powiat Świecki.
De zetel van de gemeente is in Warlubie.
Op 31 december 2006 telde de gemeente 6552 inwoners.

## Oppervlakte gegevens
In 2002 bedroeg de totale oppervlakte van gemeente Warlubie 200,97 km², waarvan:
- agrarisch gebied: 35%
- bossen: 55%

De gemeente beslaat 13,65% van de totale oppervlakte van de powiat.

## Demografie
Stand op 30 juni 2006 (źródło: USC Warlubie):
| Omschrijving                   | Totaal | Totaal | Vrouwen | Vrouwen | Mannen | Mannen |
| ------------------------------ | ------ | ------ | ------- | ------- | ------ | ------ |
| eenheid                        | aantal | %      | aantal  | %       | aantal | %      |
| inwoners                       | 6571   | 100    | 3292    | 50,9    | 3279   | 49,1   |
| bevolkingsdichtheid (inw./km²) | 32,7   | 32,7   | 16,4    | 16,4    | 16,3   | 16,3   |

In 2002 bedroeg het gemiddelde inkomen per inwoner 1300,03 zł.

## Administratieve plaatsen (sołectwo)
Bąkowo, Buśnia, Bzowo, Krusze, Lipinki, Płochocin, Płochocinek, Warlubie, Wielki Komorsk.

## Overige plaatsen
Bąkowski Młyn, Komorsk, Krzewiny, Kurzejewo, Przewodnik, Rulewo, Stara Huta, Średnia Huta.

## Aangrenzende gemeenten
Dragacz, Jeżewo, Nowe, Osie, Osiek